# Limba galeză
Limba galeză (Cymraeg) este o limbă celtică vorbită în Țara Galilor, Regatul Unit și în alte țări unde este o minoritate galeză, incluzând Statele Unite ale Americii, Argentina și Australia. Galeza este limbă oficială în Țara Galilor și are în jur de 580 000 de vorbitori.

## Statut
În momentul actual, 20,5% din populația Țării Galilor vorbește limba galeză.

## Mic dicționar de expresii
Bună! = Helo!
Bună dimineața! = Bore da!
Bună ziua! = Prynhawn da!
Bună seara! = Noswaith dda!
Noapte bună! = Nos da!
La revedere! = Hwyl fawr!
Ce mai faci? = Sut wyt ti? (familial), Sut ydych chi? (formal)
Sunt bine, mulțumesc! = Iawn diolch!
Mă descurc = Dim yn ddrwg
Fericit = Hapus
Trist = Trist
Da = Ie
Nu = Na
Mulțumesc = Diolch
Mulțumesc frumos = Diolch yn fawr
Mă scuzați = Esgusodwch fi
Cum te numești? = Beth yw dy enw di? (familial), Beth yw'ch enw chi? (formal)
Numele meu este... = Fy enw i yw ...
Câți ani ai? = Beth yw dy oed di? (familial), Beth yw'ch oed chi? (formal)
Eu am ... ani = Rwy'n ... oed.
Sunt velș (galez)! = Rwy'n Gymro!
Sunt velșă (galeză)! = Rwy'n Gymraes!
Sunt din Țara Galilor = Rwy'n dod o Gymru!
Sunt Român = Rwy'n Romanwr!
Sunt Româncă = Rwy'n Romanwraig!
Eu vorbesc velșă (galeză) = Rwy'n siarad Gymraeg
Te iubesc = Rwy'n dy garu di
Te urăsc = Rwy'n dy gasáu di

### Numere
unu = un
doi = dau (m), doua = dwy (f)
trei = tri (m),  tair (f)
patru = pedwar (m),  pedair (f)
cinci = pump
șase = chwech
șapte = saith
opt = wyth
nouă = naw
zece = deg
o sută = cant
o mie = mil